# 真玉大塚古墳
真玉大塚古墳（またまおおつかこふん）は、大分県豊後高田市西真玉にある古墳。形状は前方後円墳。豊後高田市指定史跡に指定されている（指定名称は「大塚古墳」）。

## 概要
大分県北部、国東半島北部の丘陵末端部に築造された大型前方後円墳である。墳丘の一部はこれまでの社殿造営等により大きく削平を受けている。これまでに1950年代に測量調査が実施されたほか、1995年（平成7年）に旧真玉町教育委員会による再測量調査が、1996-1997年（平成8-9年）に旧真玉町教育委員会による範囲確認調査が実施されている。
墳形は前方後円形で、前方部を南西方に向ける。墳丘は3段築成。墳丘長は100メートル強を測るが、これは大分県北部では最大規模になる。墳丘表面では葺石のほか円筒埴輪・家形埴輪が検出されている。墳丘周囲には盾形の2重周濠が巡らされており（一部残存）、周濠を含めた全長は約135メートルにもおよぶ。周囲では北東70メートルに小塚古墳も位置し、そちらは大塚古墳の陪塚と伝わる。主体部の埋葬施設は明らかでないが、かつては石棺が露出したという。
この真玉大塚古墳は、古墳時代中期の5世紀後半頃の築造と推定される。国東半島における首長墓になり、特に円筒埴輪に淡輪技法が認められることから、紀伊の首長層との交流が注目される古墳になる。
古墳域は1977年（昭和52年）に旧真玉町指定史跡（現・豊後高田市指定史跡）に指定されている。

## 遺跡歴
- 1950年代、測量調査（賀川光夫）[1]。
- 1977年（昭和52年）1月12日、旧真玉町指定史跡（現・豊後高田市指定史跡）に指定[3]。
- 1995年（平成7年）、測量調査（旧真玉町教育委員会）[1]。
- 1996-1997年（平成8-9年）、範囲確認調査（旧真玉町教育委員会）[1]。

## 文化財

### 豊後高田市指定文化財
- 史跡
  - 大塚古墳 - 昭和52年1月12日指定[3]。